# حسین‌آباد (رومشکان)
حسین‌آباد (رومشکان)، روستایی از دهستان رومیانی توابع بخش سوری شهرستان رومشکان در استان لرستان ایران است.

## جمعیت
این روستا در دهستان رومیانی قرار دارد و براساس سرشماری مرکز آمار ایران در سال ۱۳۸۵، جمعیت آن ۳۵۱ نفر (۷۳خانوار) بوده‌است.